# Blue Hawaii
Blue Hawaii (Hawái Azul en Hispanoamérica, Amor en Hawái en España) es una comedia musical de 1961 rodada en Hawái y que llegó a ser la más exitosa película de Elvis Presley.
La película se estrenó en el puesto número dos en ingresos de taquilla de esa semana y, a pesar de las críticas mixtas de los críticos, terminó como la décima película más taquillera de 1961 y la decimocuarta de 1962 en la encuesta de taquilla nacional de Variety, ganando 5 millones de dólares.  La película obtuvo el cuarto lugar del Premio Laurel en la categoría de Mejor Musical de 1961.
Blue Hawaii fue la primera de las tres películas de ficción que Elvis rodó en Hawái además de la producción de su concierto vía satélite Aloha from Hawái. 

## Trama
Chadwick Gates (Presley), hijo de una familia propietaria de un exitoso negocio de plantación de piñas en Hawái, acaba de salir del ejército y sus padres esperan que él siga en el negocio familiar, en lugar de eso Chad toma un empleo como guía de turistas donde su novia Maile (Joan Blackman) trabaja y eso da un pretexto al film para mostrar las bellezas naturales de Hawái enmarcadas con hermosas canciones. Todo ello acarrea un conflicto con su padres, en especial con su madre, protagonizada por Angela Lansbury, que no aprueba a sus amigos nativos y a su novia Maile. Finalmente Chad tiene éxito como guía turístico y obtiene la aprobación de su familia para unirse a su novia.

## Protagonistas
- Elvis Presley como Chad Gates.
- Joan Blackman como Maile Duval.
- Angela Lansbury como Sarah Lee Gates.
- Nancy Walters como Abigail Prentice.
- Jenny Maxwell como Ellie Corbett.
- Pamela Austin como Selena (Sandy) Emerson (as Pamela Kirk).
- Darlene Tompkins como Patsy Simon.
- Christian Kay como Beverly Martin.
- Roland Winters como Fred Gates.
- John Archer como Jack Kelman.
- Howard McNear como Mr. Chapman

## Sobre el rodaje
La mayor parte de la película fue rodada en Coco Palms Resort, en la costa este de Kauai. El resort fue abandonado desde el huracán Iniki en 1992, pero se planea su reconstrucción.
Las escenas desde la casa playera de Chad se rodaron en la bahía de Hanauma, un cráter volcánico abierto al mar, cerca de la ciudad dormitorio de Hawaii-Kai, a pocos kilómetros de la playa de Waikiki.
Aunque se menciona en la película que los padres de Chad viven en Kahala, una de las áreas más exclusivas de Honolulu allá por 1961, la vista desde su lanai (porche o terraza) muestra Diamond Head tal y como se ve desde Waikiki y desde el centro de Honolulu. Se trata de un error, pues Kahala está situado al otro lado de Diamond Head.
Algunas escenas se rodaron en los alrededores de la playa de Waikiki, incluyendo las escenas iniciales en el automóvil, así como las escenas en la oficina a través de la calle del "International Market". Las escenas del hotel en las que Chad recoge a sus clientes se rodaron en lo que hoy es el Hilton Hawaiian Village en la playa de Waikiki. También en este escenario pasan tiempo juntos en la playa Chad y su novia.
Blue Hawaii fue el primero de los tres filmes que Elvis rodara en Hawái, seguido de Girls! Girls! Girls! (1962) y Paradise, Hawaiian Style (1965).
Angela Lansbury, que interpretó a la madre de Elvis, aún no había cumplido los 36 años cuando se rodó la película, mientras que Elvis tenía 26.
La banda sonora de Blue Hawaii estuvo en las listas de álbumes de pop durante 79 semanas, 20 de ellas en el primer puesto, vendiéndose 2 millones de copias.

## Banda sonora
Véase para mayor información Blue Hawaii (álbum)
La banda sonora de la película se grabó durante los días 21, 22 y 23 de marzo de 1961 en Radio Recorders.  El álbum resultante se mantuvo veinte semanas en el primer puesto de la lista estadounidense Billboard 200 y 39 semanas en el top 10, y fue certificado como triple disco de platino por la RIAA 

## Recepción
Blue Hawaii recibió críticas mixtas por partes de los críticos especializados.
En la página web de reseñas cinematográficas Rotten Tomatoes la película cuenta con un 67% de aprobación. 
Howard Thompson de The New York Times calificó la película como "insulsamente tranquila" con una trama "sin sentido e inofensiva", aunque escribió que Presley "entrega las canciones y los espasmos rítmicos justo a tiempo. Contamos catorce melodías, aproximadamente la mitad de ellas repletas de adornos de ukelele y bailarines exóticos que tejen. Uno de ellos, un tema llamado 'Beach Boy Blues', es ingenioso, y Presley lo presenta en consecuencia". 
Variety escribió: "El guion alegre de Hal Kanter, a partir de una historia de. Allan Weiss, es la base delgada, pero conveniente, alrededor de la cual Wallis y su personal han erigido una hermosa producción de postal repleta de hulaballoo musical típico de los Mares del Sur... Bajo la amplia dirección de Norman Taurog, Presley, en esencia, se interpreta a sí mismo. un papel que seguramente deleitará a sus fervientes admiradores". 
Harrison's Reports calificó la película como "justa" y agregó: "Como es costumbre en una producción de Presley, el cantante-contorsionista domina el tiempo de ejecución de la película. Es una lástima más ahora que tiene tantas películas en su haber como actor, que todavía continúa ofreciendo una actuación tan vergonzosamente pobre".
John L. Scott de Los Angeles Times escribió que la película "hace mucho por el 'paraíso del Pacífico', mostrando sus espumosas olas, palmeras, luaus y un par de lujosos hoteles, pero no mucho para los fans de Elvis (¿a qué grupo de edad atrae ahora?)... Uno de estos días días Elvis desempeñará un papel serio y con sustancia, y definitivamente descubriremos si puede actuar o no."

### Recaudación
Blue Hawaii fue una de las películas más exitosas de Elvis durante la década de los 60, llegando a recaudar más de US$ 5.000.000 a nivel global mientras que en el mercado doméstico la cinta logró unos US$ 4.200.000 acorde a la economía de entonces. 

## En la cultura popular
Durante el episodio 1 de la tercera temporada de la comedia de situación Full House, titulado "Tanner's island" los protagonistas viajan a Hawaii y allí Jesse Katsopolis (interpretado por John Stamos) se muestra ansioso por recorrer todos y cada uno de los lugares de filmación de las películas de Elvis en esa isla, mientras que el episodio culmina con una interpretación de Stamos de la canción contenida en el álbum Blue Hawaii, "Rock and Hula baby" coreada por el resto de los protagonistas. 
El agosto de 2012 en el DFS Galleria Waikiki mall de Honolulu, Hawaii se realizó un mosaico de la imagen de Elvis en la portada del álbum de la película Bluw Hawaii con unas 5,642 tazas de café con unos 200 cm³ de café y leche para crear los diferentes matices de colores en un mosaico de 4.9 m x 7.6 m que se estableció como el mosaico más grande realizado con tazas de café en el libro Guinness de los récords. 